# Бергман, Ульрика
У́льрика Бе́ргман (швед. Ulrika Bergman; 11 июня 1975, Свег, лен Емтланд, Швеция) — шведская кёрлингистка, запасная в женской команде Швеции на зимних Олимпийских играх 2006 года.

## Достижения
- Зимние Олимпийские игры: золото (2006).
- Чемпионат мира по кёрлингу среди женщин: золото (2005, 2006), серебро (2002).
- Чемпионат Европы по кёрлингу: золото (2004, 2005), серебро (1999).
- Чемпионат мира по кёрлингу среди юниоров: серебро (1995), бронза (1994, 1996).
- Чемпионат Швеции по кёрлингу среди женщин: золото (1999).
- Чемпионат Швеции по кёрлингу среди юниоров: золото (1993, 1994, 1995, 1996).

- «Команда всех звёзд» (англ. All-Star Team) чемпионата мира среди юниоров: 1995, 1996.

## Команды
| Сезон   | Четвёртый             | Третий                | Второй                                      | Первый              | Запасной                                                  | Турниры                       |
| ------- | --------------------- | --------------------- | ------------------------------------------- | ------------------- | --------------------------------------------------------- | ----------------------------- |
| 1992—93 | Ульрика Бергман       | Маргарета Линдаль     | Анна Бергстрём                              | Elenor Mattsson     | Maria Zackrisson                                          | ЧШЮ 1993 · ЧМЮ 1993 (5 место) |
| 1993—94 | Ульрика Бергман       | Маргарета Линдаль     | Анна Бергстрём                              | Maria Zackrisson    | Мария Энгхольм                                            | ЧШЮ 1994 · ЧМЮ 1994           |
| 1994—95 | Ульрика Бергман       | Маргарета Линдаль     | Анна Бергстрём                              | Maria Zackrisson    | Мария Энгхольм                                            | ЧШЮ 1995 · ЧМЮ 1995           |
| 1995—96 | Ульрика Бергман       | Маргарета Линдаль     | Анна Бергстрём (ЧШЮ) Maria Zackrisson (ЧМЮ) | Linda Kjerr         | Анна Блум                                                 | ЧШЮ 1996 · ЧМЮ 1996           |
| 1999    | Маргарета Линдаль     | Ульрика Бергман       | Анна Бергстрём                              | Maria Zackrisson    |                                                           | ЧШЖ 1999                      |
| 1999—00 | Маргарета Линдаль     | Ульрика Бергман       | Анна Бергстрём                              | Maria Zackrisson    | Мария Энгхольм тренеры: Lars Carlsson, Стефан Хассельборг | ЧЕ 1999                       |
| 2000—01 | Маргарета Линдаль     | Ульрика Бергман       | Анна Бергстрём                              | Maria Zackrisson    |                                                           |                               |
| 2001—02 | Маргарета Линдаль     | Ульрика Бергман       | Анна Бергстрём                              | Maria Zackrisson    |                                                           |                               |
| 2002    | Мария Энгхольм        | Маргарета Сигфридссон | Аннетт Йорнлинд                             | Анна-Кари Линдхольм | Ульрика Бергман                                           | ЧМ 2002                       |
| 2002—03 | Анна Бергстрём        | Ульрика Бергман       | Maria Zackrisson                            | Мио Хассельборг     |                                                           |                               |
| 2003—04 | Lisa Löfskog          | Ульрика Бергман       | Anki Nordqvist                              | Jenny Hammarström   |                                                           |                               |
| 2004    | Анетте Норберг        | Ева Лунд              | Катрин Норберг                              | Анна Бергстрём      | Ульрика Бергман                                           | ЧМ 2004 (6 место)             |
| 2004—05 | Маргарета Сигфридссон | Маргарета Драйбур     | Мария Прюц                                  | Ульрика Бергман     |                                                           |                               |
| 2004—05 | Анетте Норберг        | Ева Лунд              | Катрин Линдаль                              | Анна Бергстрём      | Ульрика Бергман                                           | ЧЕ 2004 · ЧМ 2005             |
| 2005—06 | Маргарета Сигфридссон | Мария Прюц            | Маргарета Драйбур                           | Ульрика Бергман     |                                                           |                               |
| 2005—06 | Анетте Норберг        | Ева Лунд              | Катрин Линдаль                              | Анна Сверд          | Ульрика Бергман                                           | ЧЕ 2005 · ЗОИ 2006 · ЧМ 2006  |
| 2007    | Анетте Норберг        | Ева Лунд              | Катрин Линдаль                              | Анна Сверд          | Ульрика Бергман                                           | ЧМ 2007 (6 место)             |

(скипы выделены полужирным шрифтом)